# Puliciphora malaysiae
Puliciphora malaysiae är en tvåvingeart som beskrevs av Ronald Henry Lambert Disney 1988. Puliciphora malaysiae ingår i släktet Puliciphora och familjen puckelflugor. Inga underarter finns listade i Catalogue of Life.